# Petrus Johannis (kyrkoherde i Skeppsås)
Petrus Johannis (Lincopensis), död juli 1674 i Skeppsås socken, Östergötlands län, var en svensk kyrkoherde i Skeppsås församling.

## Biografi
Petrus Johannis kallades Lincopensis och blev i januari 1628 student vid Uppsala universitet, Uppsala. Han prästvigdes 7 april 1628 till adjunkt i Vreta klosters församling, Vreta klosters pastorat. Johannis blev 1642 komminister i församlingen och 1656 kyrkoherde i Skeppsås församling, Skeppsås pastorat. Han avled i juli 1674 i Skeppsås socken.

### Familj
Johannis gifte sig första gången med en kvinna. De fick tillsammans barnen Jon (född 1635), Johan (född 1643) och Ingerd (född 1646).
Johannis gifte sig andra gången med en dotter till kyrkoherden Matthias Erici i Skeppsås socken. Hon hade tidigare varit gift med kyrkoherden Ericus Laurentij i Skeppsås socken.